# الحواف (علم الطوابع)
الحواف في علم الطوابع، أو الفراغات المتروكة هو المسافة المتروكة بين الطوابع البريدية التي تسمح بفصلها أو ثقبها. عندما تُطبع الطوابع على أوراق كبيرة من الورق التي ستُقطّع بعدها إلى أوراق أصغر على طول الحواف التي لن تكون موجودة على صحيفة الطوابع النهائية.
صُممت بعض الأوراق خصيصًا لكي تفصل بين جزأين من الطوابع بمسافات فارغة لا تزال موجودة في الورقة النهائية، وقد يكون في الحواف بعض الطباعة في الفراغات أو لا يكون. نظرًا لأن ثقب عرض معين من الطوابع أمر طبيعي، فإن الفراغ بين الطوابع غالبًا ما يكون بنفس حجم الطابع البريدي.
توجد العديد من المصطلحات المشتقة وهي:
- أزواج الحواف الفارغة: وهي عبارة عن زوجين من الطوابع يفصل بينهما فراغ.
- مجموعة الفراغات: هي كتلة مكونة من أربعة طوابع على الأقل حيث يفصل بين الأزواج الرأسية أو الأفقية أو كليهما بفراغ.[2]
- هامش الفراغ: هو هامش يقسم ورقة الطوابع إلى أجزاء منفصلة.[1]

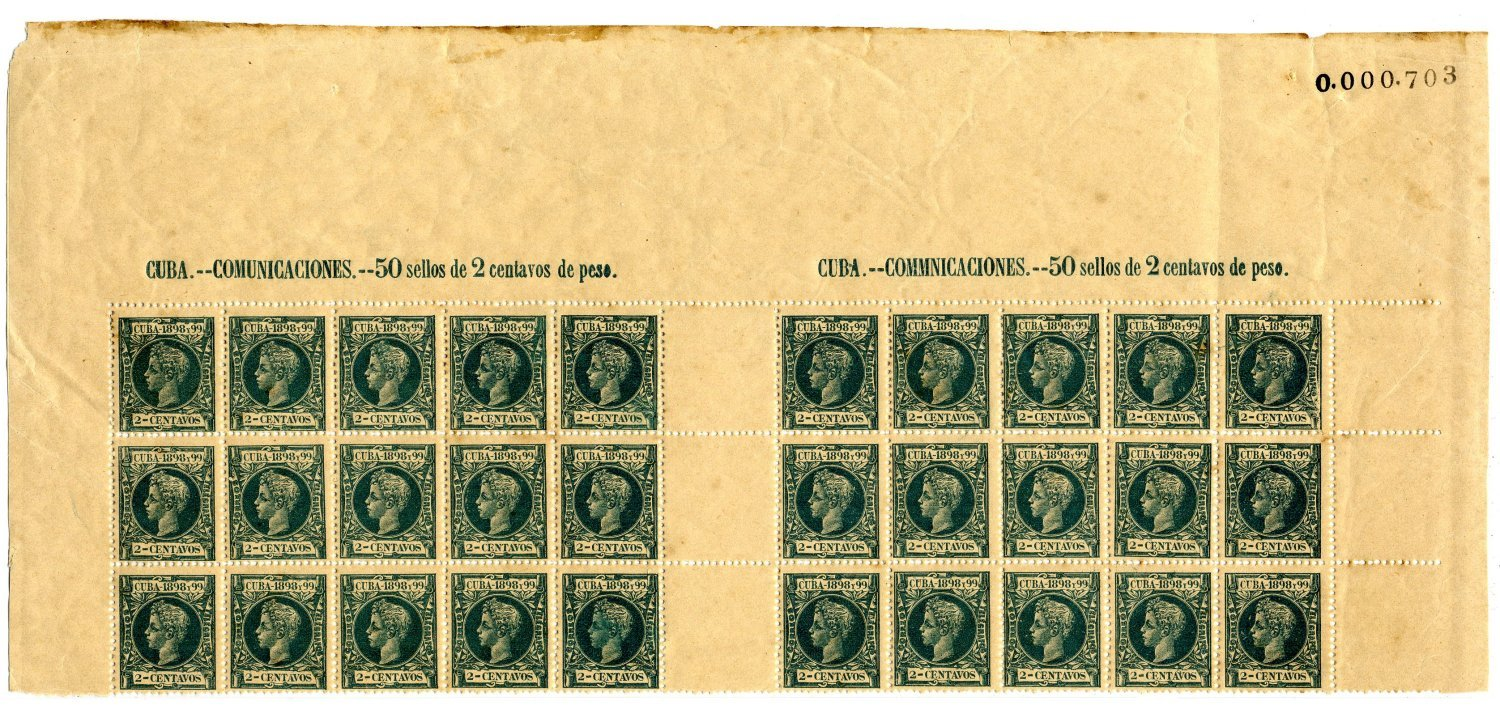
ورقة صحيفة طوابع كوبية يظهر منها الجزء العلوي المحتوي على 30 طابعاً ولقد طبعت في عام 1898 ويشاهد هامش فراغ عمودي نموذجي يقسم الصحيفة إلى جزأين يحتوي كل منهما على 50 طابعًا

## معرض الصور

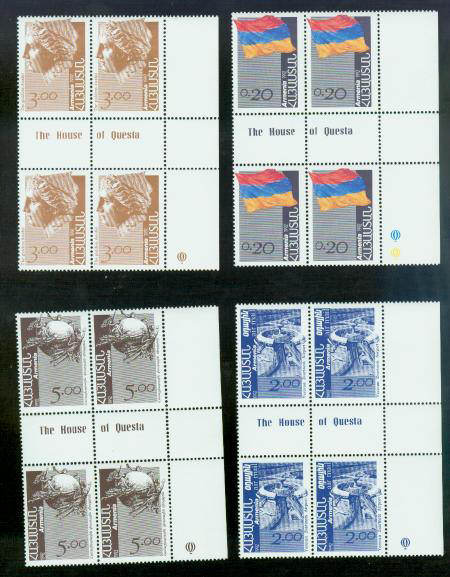
صحيفة طوابع أرمينية تحتوي على مساحات فارغة 1992
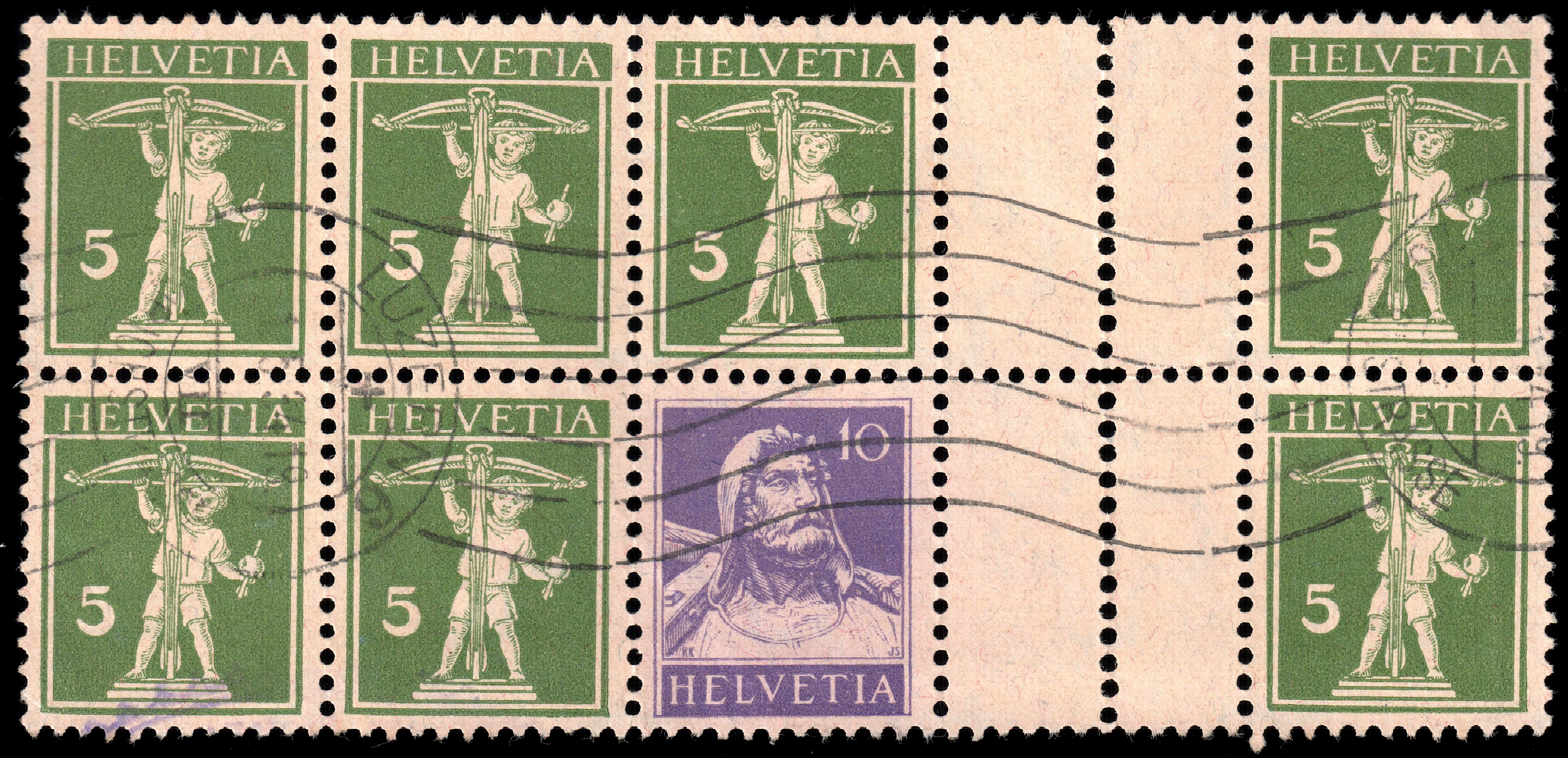
صحيفة طوابع سويسرية تحتوي على حواف فارغة نادرة طبعت عام 1933
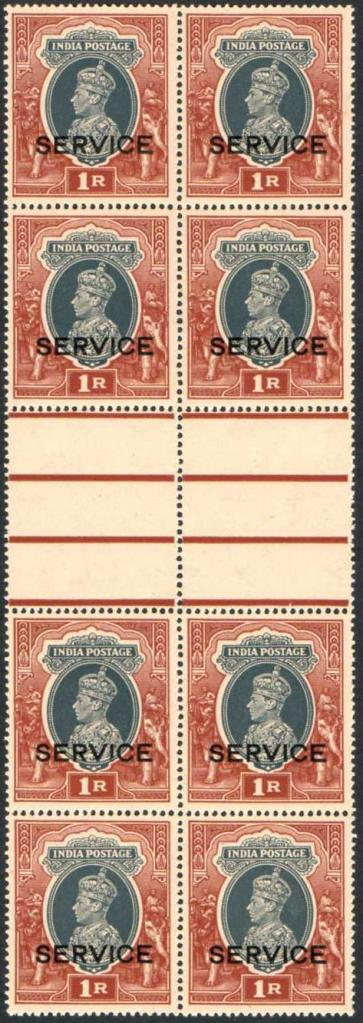
مجموعة طوابع هندية 1937
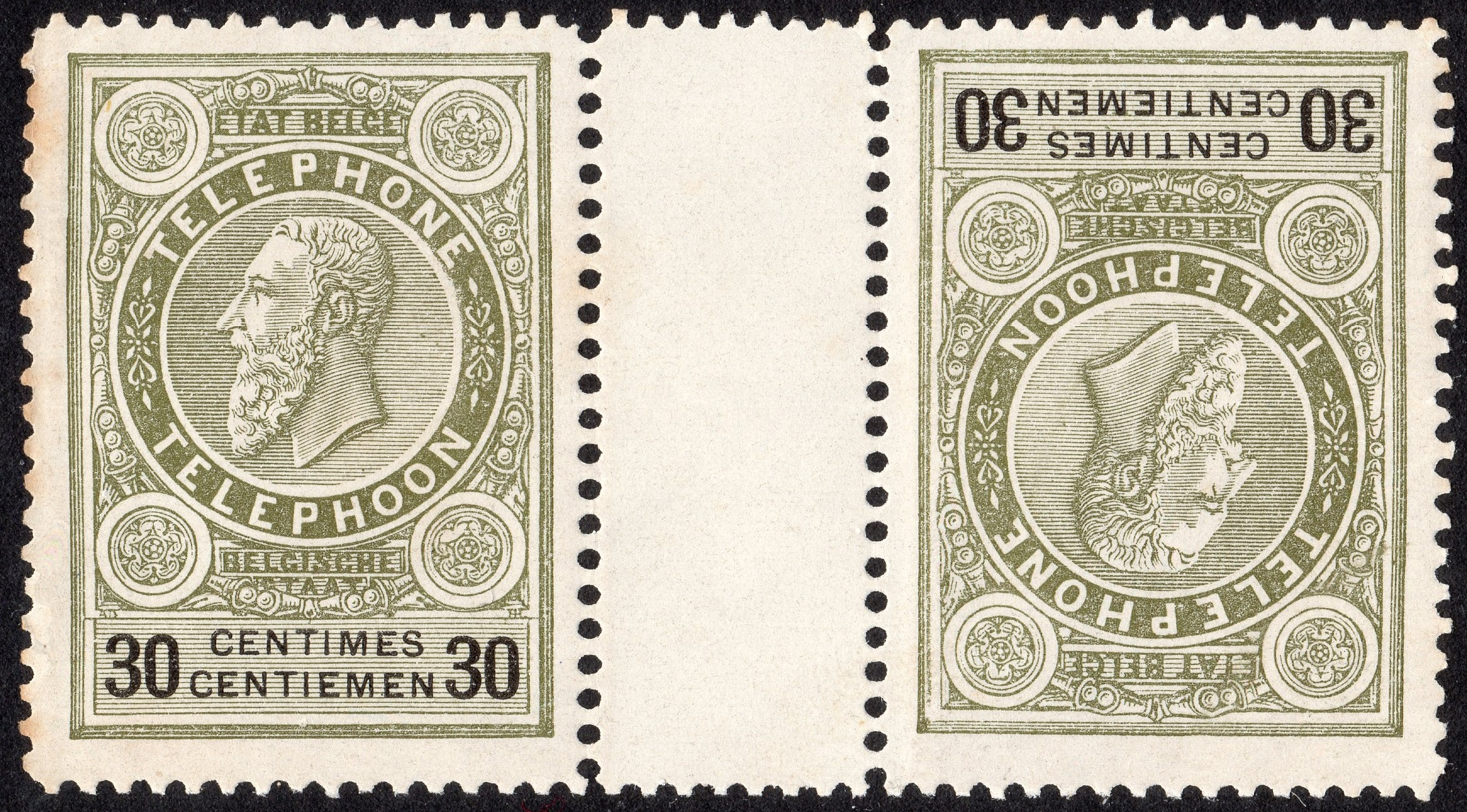
طابع بلجيكي مع حواف صدر عام 1892
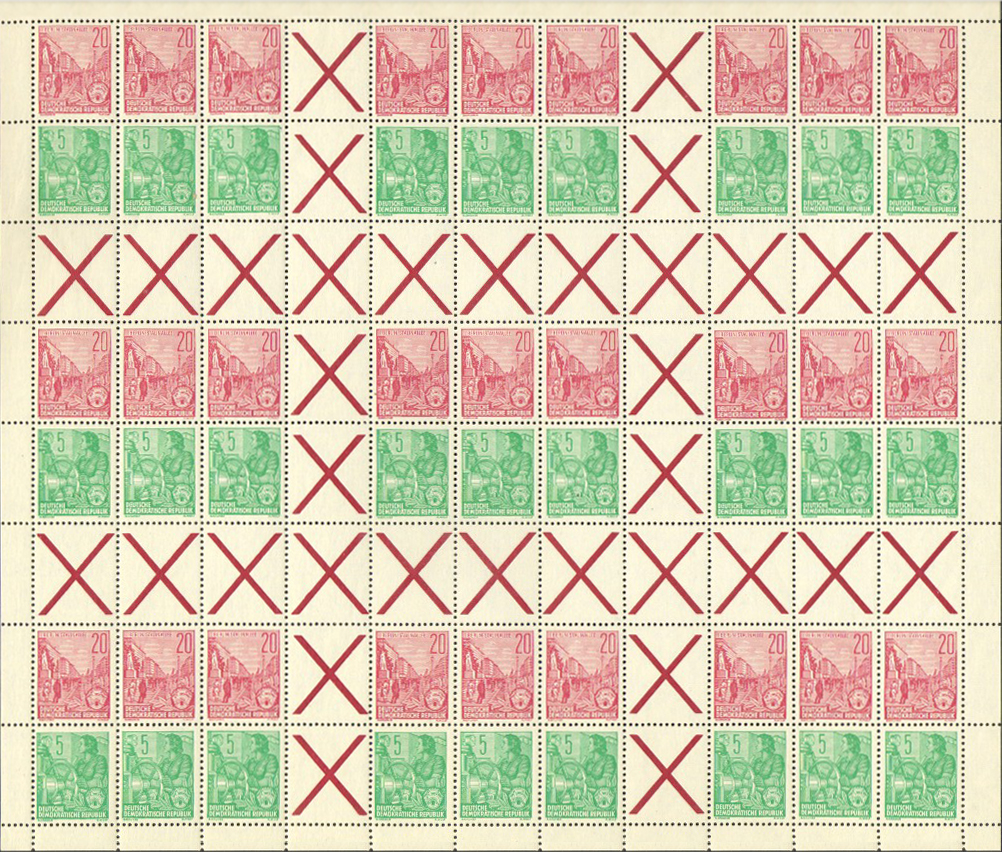
طابع بريدي مصغر لجمهورية ألمانيا الديمقراطية يحتوي على حواف، 5 بنس و20 بنس، صدر عام 1953
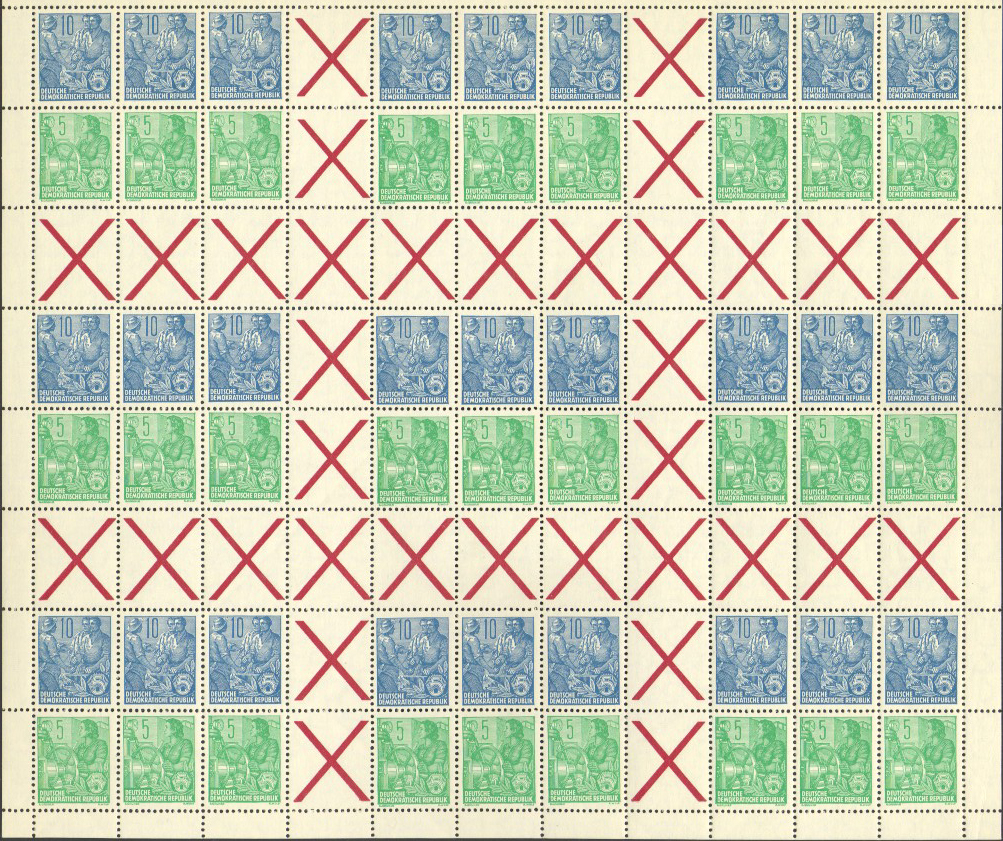
طابع بريدي مصغر لجمهورية ألمانيا الديمقراطية يحتوي على حواف، 5 بنس و10 بنس، صدر عام 1953
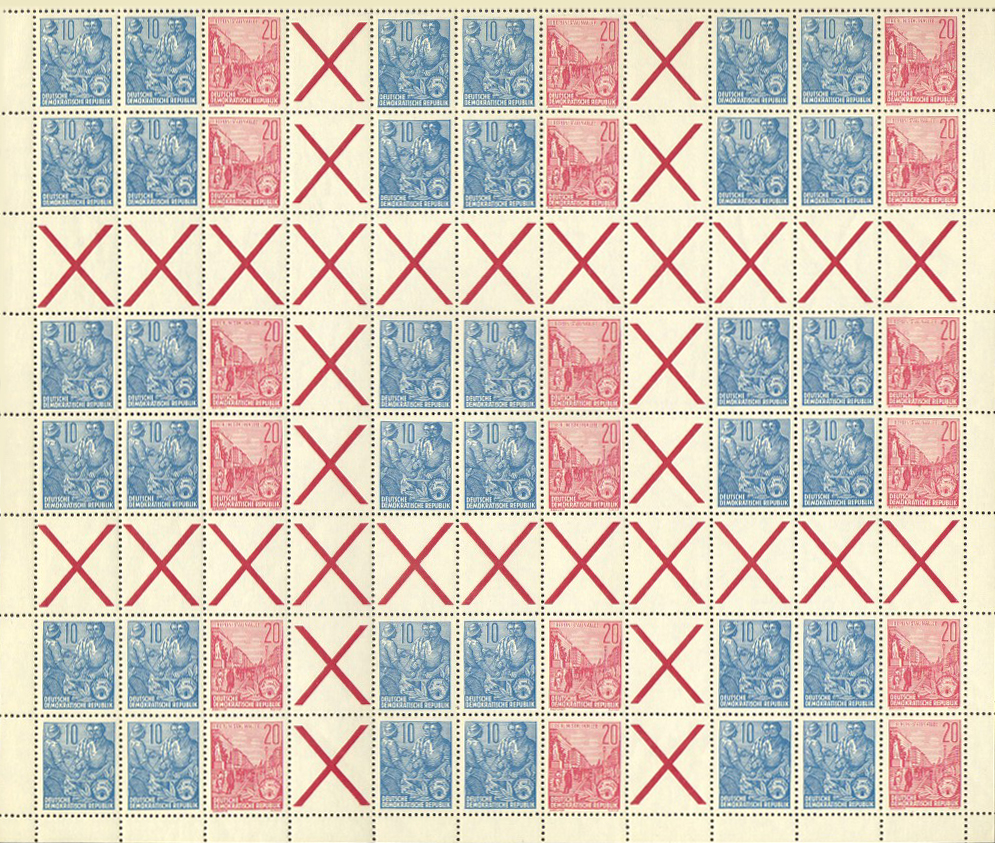
طابع بريدي مصغر لجمهورية ألمانيا الديمقراطية يحتوي على حواف، 10 بنس و20 بنس، صدر عام 1953
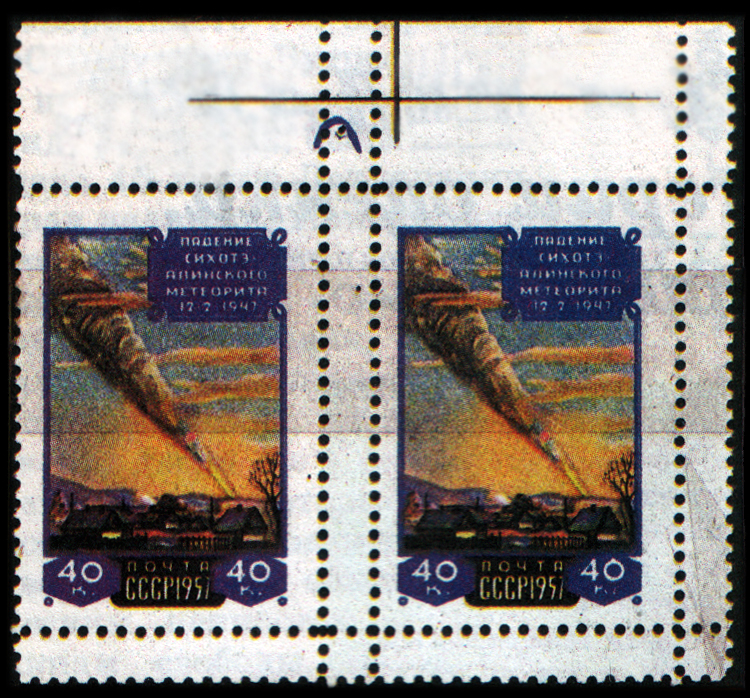
طابع بريدي من الاتحاد السوفيتي صدر عام 1957

## روابط خارجية
- Chess Gutter Pairs and Blocks
- Farley's Follies
- USA 3c violet Peace of 1783 gutter pair